# Gilbert Glaus
Gilbert Glaus (Thun, 3 dicembre 1955) è un ex ciclista su strada svizzero. Tra i dilettanti fu medaglia d'oro in linea ai campionati del mondo 1978 al Nürburgring e di bronzo tre anni dopo a Praga. Fu quindi professionista dal 1982 al 1988, vincendo il titolo nazionale in linea nel 1982 e una tappa al Tour de France 1983.

## Palmarès

### Mondiali
- 2 medaglie:
  - 1 oro (Nürburgring 1978 nella corsa in linea dilettanti)
  - 1 bronzo (Praga 1981 nella corsa in linea dilettanti)

### Altri successi
- 1992

Ötztaler Radmarathon

## Piazzamenti

### Grandi giri
- Giro d'Italia

1984: non partito (14ª tappa)
1985: ritirato (19ª tappa)
- Tour de France

1982: 105º
1983: 85º
1984: 124º
1986: ritirato (15ª tappa)
1987: ritirato (6ª tappa)

### Classiche monumento
- Milano-Sanremo

1983: 63º
1986: 37º
1987: 140º
- Parigi-Roubaix

1987: 31º
- Giro di Lombardia

1983: 6º